# Брезниця-при-Жирех
Брезниця-при-Жирех (словен. Breznica pri Žireh) — поселення в общині Жири, Горенський регіон, Словенія. Висота над рівнем моря: 755,2 м.